# Cryptachaea anastema
Cryptachaea anastema là một loài nhện trong họ Theridiidae.
Loài này thuộc chi Cryptachaea. Cryptachaea anastema được Herbert Walter Levi miêu tả năm 1963.